# 湖南村 (福島県)
湖南村（こなんむら）は福島県中通り西部、安積郡に属していた村。

## 概要
戦国時代頃から白河街道が通り、赤津、福良、三代地域には宿場町が置かれて栄えた。そのため古くから街道で結ばれた会津若松市とのつながりが深いが、1962年（昭和37年）に旧三森隧道が開通して郡山市側へのアクセスが大幅に改善したことで、郡山市との交流も徐々に活発になっている。

## 地理
現在の郡山市の西部に位置する。
- 湖：猪苗代湖
- 山：額取山、会津布引山

## 歴史
- 1955年（昭和30年）3月31日 - 中野村、三代村、月形村、福良村、赤津村が合併し湖南村となる。
- 1965年（昭和40年）5月1日 - 郡山市が湖南村を含む安積郡全町村、田村郡田村町と新設合併を行ったことで郡山市の一部となる。

### 行政区域変遷
- 変遷の年表

| 湖南村村域の変遷（年表） | 湖南村村域の変遷（年表） | 湖南村村域の変遷（年表） |
| 年                       | 月日                     | 旧湖南村村域に関連する行政区域変遷 |
| ------------------------ | ------------------------ | --- |
| 1889年（明治22年）       | 4月1日                   | 町村制施行により、以下の村が発足。 - 箕輪村 ← 中野村・三代村 - 月形村 ← 中舟津村・舘村・横沢村・浜路村 - 福良村 ← 福良村・馬入新田村 - 赤津村 ← 赤津村単独で村制施行 |
| 1892年（明治25年）       | 7月21日                  | 箕輪村は分割。 - 箕輪村の一部（中野）は分立し中野村が発足。 - 箕輪村の残部（三代）は分立し三代村が発足。                                                             |
| 1955年（昭和30年）       | 3月31日                  | 中野村・三代村・月形村・福良村・赤津村が合併し湖南村が発足。 |
| 1965年（昭和40年）       | 5月1日                   | 湖南村は郡山市と安積郡富久山町・日和田町・熱海町・安積町・喜久田村・逢瀬村・ 片平村・三穂田村と田村郡田村町とともに合併し郡山市が発足。湖南村は消滅。                |

- 市制・町村制以前の変遷表

| 市制町村制以前の湖南村村域の変遷表 | 市制町村制以前の湖南村村域の変遷表 | 市制町村制以前の湖南村村域の変遷表 | 市制町村制以前の湖南村村域の変遷表 | 市制町村制以前の湖南村村域の変遷表 |
| 1868年 以前                        | 1868年 以前                        | 明治元年 - 明治22年                | 明治元年 - 明治22年                | 明治22年 4月1日                    |
| ---------------------------------- | ---------------------------------- | ---------------------------------- | ---------------------------------- | ---------------------------------- |
|                                    | 中地村                             | 中地村                             | 明治8年 中野村                     | 箕輪村                             |
|                                    | 安佐野村                           |                                    | 明治8年 中野村                     | 箕輪村                             |
|                                    | 三代村                             |                                    |                                    | 箕輪村                             |
|                                    | 舟津村                             | 舟津村                             | 舟津村                             | 月形村                             |
|                                    | 舘村                               |                                    |                                    | 月形村                             |
|                                    | 横浜村                             | 明治9年 横浜村                     | 明治17年 横浜村                    | 月形村                             |
|                                    | 浜路村                             | 明治9年 横浜村                     | 明治17年 浜路村                    | 月形村                             |
|                                    | 福良村                             | 福良村                             | 福良村                             | 福良村                             |
|                                    | 舘村                               |                                    |                                    | 福良村                             |
|                                    | 赤津村                             | 赤津村                             | 赤津村                             | 赤津村                             |

- 市制・町村制以後の変遷表

|  | 中野村 | 箕輪村 | 明治25年7月21日 中野村分立 | 昭和30年3月31日 湖南村 | 昭和40年5月1日 郡山市 | 郡山市 | 郡山市 |
|  | 三代村 | 箕輪村 | 明治25年7月21日 三代村分立 | 昭和30年3月31日 湖南村 | 昭和40年5月1日 郡山市 | 郡山市 | 郡山市 |
|  | 舟津村 | 月形村 | 月形村                     | 昭和30年3月31日 湖南村 | 昭和40年5月1日 郡山市 | 郡山市 | 郡山市 |
|  | 舘村   | 月形村 | 月形村                     | 昭和30年3月31日 湖南村 | 昭和40年5月1日 郡山市 | 郡山市 | 郡山市 |
|  | 横浜村 | 月形村 | 月形村                     | 昭和30年3月31日 湖南村 | 昭和40年5月1日 郡山市 | 郡山市 | 郡山市 |
|  | 浜路村 | 月形村 | 月形村                     | 昭和30年3月31日 湖南村 | 昭和40年5月1日 郡山市 | 郡山市 | 郡山市 |
|  | 福良村 | 福良村 | 福良村                     | 昭和30年3月31日 湖南村 | 昭和40年5月1日 郡山市 | 郡山市 | 郡山市 |
|  | 舘村   | 福良村 | 福良村                     | 昭和30年3月31日 湖南村 | 昭和40年5月1日 郡山市 | 郡山市 | 郡山市 |
|  | 赤津村 | 赤津村 | 赤津村                     | 昭和30年3月31日 湖南村 | 昭和40年5月1日 郡山市 | 郡山市 | 郡山市 |